# Delfín de Burdeos
San Delfín, Nació en Pamplona. Fue obispo de Burdeos (380 - 401-404) y primero del que se tiene noticia cierta. Defensor de la fe contra los arrianos y priscilianistas.

## Hagiografía
Extiende la cristianización en su diócesis y consolida la doctrina católica en una ciudad del reino visigodo cuyos reyes eran de confesión arriana. Su reputación se extendió más allá de su diócesis. Integrante del Concilio de Zaragoza en el año 380, que condenó a Prisciliano, Helvidio, Salviano e Instancio por herejes. También presidió en concilio de Burdeos de 384. 
Entre sus hechos notables también se cuenta la conversión de San Paulino, quien más tarde se convertiría en obispo de Nola. Se conserva una carta a su amigo San Ambrosio, obispo de Milán. Fue amigo de Febadio de Agén (padre de la Iglesia), defensor de la fe católica durante la crisis arriana. También tuvo relación epistolar con san Ambrosio de Milán. San Amando le sucedió como obispo de Burdeos.
El 24 de diciembre es el día de su celebración. En su honor, existe una calle en Madrid con su nombre. También una muy pequeña en Barcelona, al lado de la plaza de la Bonanova.